# Antístenes d'Atenes
Antístenes d'Atenes (Antisthenes, Ἀντισθένης) fou un filòsof cínic atenenc, fill d'un altre filòsof del mateix nom. Va fundar l'escola dels cínics. Va florir durant el segle iv aC. La seva mare era tràcia o frígia. Increpat per no ser purament grec, va contestar que la Gran Mare era també frígia.
De jove, va combatre a Tanagra (426 aC) i fou deixeble de Gòrgies de Leontins i Sòcrates, i estigué present durant l'execució d'aquest últim. També va estar a la Batalla de Leuctres (371 aC) i va morir a Atenes als 70 anys, probablement el 366 aC. Conversava amb qui el volia escoltar al gimnàs de Cynosargos, a poca distància del pòrtic de l'àgora.
Va ser el primer en definir la proposició, quan va dir que "proposició és allò que expressa el que era o és alguna cosa". Defensava que aconseguir la virtut era la fita màxima de la vida humana i que aquesta estava lligada a la raó, en la línia de l'intel·lectualisme moral socràtic. Va afirmar també que tots els déus eren imatges d'una divinitat superior, que no podia ser representada perquè no s'assemblava a res perceptible pels humans, anticipant idees de l'islam.
Quan una vegada s'iniciava en els Misteris òrfics, el sacerdot va dir que els que participaven en els rituals tindrien molta ventura a l'Hades, va replicar: "I llavors, perquè no et mores?". Una vegada el van elogiar uns homes de mala vida, i afirmava. "Estic angoixat pensant en quines coses hauré fet malament". Quan li van preguntar què n'havia tret de la filosofia va dir: "El ser capaç de parlar amb mi mateix". Es burlava de Plató dient que era un vanitós. Va aconsellar als atenencs que per decret nomenessin cavalls als ases. Com que ho van considerar absurd va replicar: "També nomeneu generals a gent sense coneixements, només perquè els voteu a mà alçada".
Se li atribueix un bust, avui al Museu Pius-Clementí.